# 3837-es mellékút (Magyarország)
A 3837-es számú mellékút egy rövid, kevesebb, mint 4 kilométeres hosszúságú, négy számjegyű mellékút Szabolcs-Szatmár-Bereg vármegye középső részén. Korábban a 4-es főút Berkeszen átvezető szakasza volt; azóta visel mellékúti besorolást és önálló útszámozást, amióta a főút e községet elkerülő szakaszát forgalomba helyezték.

## Nyomvonala
A 4-es főútból ágazik ki, annak a 300+500-as kilométerszelvénye közelében, Berkesz déli külterületei között, északi irányban. Mintegy 700 méter után éri el a község első házait, melyek között a Rákóczi utca nevet veszi fel. Kevéssel az első kilométere után halad el a falu fő nevezetessége, a Vay család impozáns méretű, klasszicista stílusban épült kastélya mellett. 1,9 kilométer után beletorkollik északnyugati irányból a 3833-as út, mely Demecserrel köti össze a települést; 2,6 kilométer után pedig eléri a belterület északi szélét. A faluból kiérve északkeleti irányba fordul, így szeli át Nyírtass határvonalát is, majdnem pontosan a harmadik kilométerénél. Ezt a települést azonban ennél jobban nem érinti, és nem sokkal ezután véget is ér, visszatorkollva a 4-es főútba, annak a 304. kilométere közelében.
Teljes hossza, az országos közutak térképes nyilvántartását szolgáló kira.kozut.hu adatbázisa szerint 3,629 kilométer.

## Története
1934-ben a kereskedelem- és közlekedésügyi miniszter 70 846/1934. számú rendelete értelmében másodrendű főútként a Berettyóújfalu-Záhony közti 36-es főút része volt. Később a térség főútjait részlegesen átszámozták, ami után a 4-es főút része lett.
A 4-es főút berkeszi elkerülő szakaszát 2005-ben helyezték forgalomba, azóta minősül a régi nyomvonal mellékútnak, ezzel a 3837-es útszámozással. 
A megye legfontosabb főútjának e fejlesztését az egyre növekvő forgalom, ezen belül is a megnövekedett nemzetközi teherforgalom indokolta. A község közvetlen közelében négy ipari park is található, nincs messze a záhonyi logisztikai központ sem, ezek hatására pedig a főút belterületi szakaszain sok helyen szinte elviselhetetlenné vált az ott lakók számára a zajterhelés és a légszennyezettség.
A berkeszi elkerülő szakasz építési engedélye már 1998-ban megszületett, 2000-ben megtörtént a terület lőszermentesítése, majd az új nyomvonal régészeti átkutatása is. 2005 elején egy Európai Uniós pályázat 75 %-os támogatásával indult meg a beruházás, a Betonút Zrt. kivitelezésében, és 2005 decemberében meg is történhetett az öt kilométeres útszakasz átadása. Az új szakasznak köszönhetően a tranzitforgalom azóta elkerüli Berkesz belterületeit, csökkentve a balesetveszélyt, egyúttal növelve a község tőkevonzó képességét.